# Campionati italiani di winter triathlon del 2020
I Campionati italiani di winter triathlon del 2020 (XXII edizione) sono stati organizzati dalla Federazione Italiana Triathlon e si sono tenuti a Cogne in Val d'Aosta, in data 19 gennaio 2020.
Tra gli uomini ha vinto per la quarta volta Giuseppe Lamastra (Trisports.it Team), mentre la gara femminile è andata per la terza volta consecutiva a Sandra Mairhofer (Granbike Triathlon).

## Risultati

### Élite uomini
| Pos. | Atleta               | Società sportiva     | Corsa   | Bici    | Sci di fondo | Totale  |
| ---- | -------------------- | -------------------- | ------- | ------- | ------------ | ------- |
|      | Giuseppe Lamastra    | Trisports.it Team    | 0:19:27 | 0:25:29 | 0:20:25      | 1:05:21 |
|      | Franco Pesavento     | Thermae Sport PDNTRI | 0:18:29 | 0:27:26 | 0:21:53      | 1:07:48 |
|      | Alessandro Saravalle | Trisports.it Team    | 0:21:31 | 0:26:26 | 0:21:46      | 1:09:43 |
| 4    | Daniel Antonioli     | Esercito             | 0:19:27 | 0:27:39 | 0:23:15      | 1:10:21 |
| 5    | Mattia Tanara        | Verona Triathlon Km  | 0:19:26 | 0:29:13 | 0:22:35      | 1:11:14 |
| 6    | Marco Panzavolta     | CUS Padova           | 0:21:55 | 0:28:00 | 0:24:04      | 1:13:59 |
| 7    | Guido Ricca          | T.D. Cremona         | 0:21:30 | 0:28:24 | 0:24:10      | 1:14:04 |
| 8    | Filippo Blanc        | Trisports.it Team    | 0:21:06 | 0:28:54 | 0:24:59      | 1:14:59 |
| 9    | Francesco Tanara     | Verona Triathlon Km  | 0:21:30 | 0:32:11 | 0:22:17      | 1:15:58 |
| 10   | Sonny Stauder        | Sai Frecce Bianche   | 0:22:01 | 0:32:49 | 0:21:13      | 1:16:03 |
| 11   | Matteo Carli         | Triathlon 7C         | 0:23:07 | 0:30:43 | 0:22:30      | 1:16:20 |
| 12   | Gian Marco Rivella   | Granbike Triathlon   | 0:22:55 | 0:30:11 | 0:26:08      | 1:19:14 |
| 13   | Emanuele Marchi      | Verona Triathlon Km  | 0:21:57 | 0:31:16 | 0:26:14      | 1:19:27 |
| 14   | Matteo Panzi         | Oxygen Triathlon     | 0:22:51 | 0:31:23 | 0:25:32      | 1:19:46 |
| 15   | Danilo Ciscato       | Cusiocup             | 0:22:06 | 0:31:25 | 0:26:54      | 1:20:25 |
| 16   | Paolo Maltauro       | CY Laser Tri Schio   | 0:23:26 | 0:29:40 | 0:27:23      | 1:20:29 |
| 17   | Matteo Bonifacino    | Granbike Triathlon   | 0:22:41 | 0:31:45 | 0:27:35      | 1:22:01 |
| 18   | Luca Contoz          | Trisports.it Team    | 0:23:01 | 0:31:54 | 0:27:26      | 1:22:21 |
| 19   | Fabio Zinato         | Triathlon Alto Adige | 0:22:52 | 0:31:37 | 0:28:00      | 1:22:29 |
| 20   | Ivano Basso          | Granbike Triathlon   | 0:23:38 | 0:31:12 | 0:27:47      | 1:22:37 |

### Élite donne
| Pos. | Atleta                    | Società sportiva   | Corsa   | Bici    | Sci di fondo | Totale  |
| ---- | ------------------------- | ------------------ | ------- | ------- | ------------ | ------- |
|      | Sandra Mairhofer          | Granbike Triathlon | 0:22:25 | 0:32:03 | 0:25:48      | 1:20:16 |
|      | Federica Ferrari          | Friesian Team      | 0:26:51 | 0:36:24 | 0:29:44      | 1:32:59 |
|      | Ambra Corolla             | Trisports.it Team  | 0:24:54 | 0:41:24 | 0:28:46      | 1:35:04 |
| 4    | Viola Dorotea Gilioli     | Sai Frecce Bianche | 0:27:36 | 0:33:29 | 0:34:20      | 1:35:25 |
| 5    | Serena Piganzoli          | Trisports.it Team  | 0:25:50 | 0:40:59 | 0:30:35      | 1:37:24 |
| 6    | Elisa Nardi               | Granbike Triathlon | 0:25:41 | 0:35:31 | 0:37:10      | 1:38:22 |
| 7    | Patrizia Dorsi            | Valdigne Triathlon | 0:26:56 | 0:34:08 | 0:37:44      | 1:38:48 |
| 8    | Giuliana Marten Perolino  | Granbike Triathlon | 0:29:30 | 0:37:35 | 0:32:20      | 1:39:25 |
| 9    | Elena Garagnani           | Tribo              | 0:29:58 | 0:37:20 | 0:32:51      | 1:40:09 |
| 10   | Marina Biemmi             | Granbike Triathlon | 0:26:33 | 0:36:31 | 0:39:18      | 1:42:22 |
| 11   | Sofia Dalla Libera        | Padova Triathlon   | 0:29:08 | 0:40:38 | 0:34:13      | 1:43:59 |
| 12   | Veronica Crippa           | Tri Race Rock Team | 0:25:03 | 0:42:58 | 0:35:59      | 1:44:00 |
| 13   | Marianna Angelica Gilioli | Sai Frecce Bianche | 0:26:08 | 0:39:11 | 0:38:56      | 1:44:15 |
| 14   | Laura Ravelli             | 226 Triathlon V.   | 0:27:41 | 0:38:51 | 0:38:17      | 1:44:49 |
| 15   | Virna Stavla              | Padova Triathlon   | 0:29:26 | 0:41:37 | 0:35:12      | 1:46:15 |
| 16   | Maria Elena Mastrolia     | Sai Frecce Bianche | 0:33:03 | 0:39:08 | 0:37:43      | 1:49:54 |
| 17   | Carmela Vergura           | Trisports.it Team  | 0:30:12 | 0:46:28 | 0:34:28      | 1:51:08 |
| 18   | Enrica Foglino            | Granbike Triathlon | 0:31:31 | 0:45:12 | 0:42:02      | 1:58:45 |
| 19   | Luisella Iabichella       | Road Runners       | 0:32:52 | 0:48:23 | 0:39:57      | 2:01:12 |
| 20   | Rossella Carletti         | CUS Ferrara        | 0:32:24 | 0:47:30 | 0:49:49      | 2:09:43 |